# Skeby Sogn
Skeby Sogn ist eine Kirchspielsgemeinde (dän.: Sogn)
auf der Insel Fyn (dt.: Fünen)
im südlichen Dänemark. Bis 1970 gehörte sie zur Harde Lunde Herred im damaligen Odense Amt, danach zur Otterup Kommune im Fyns Amt, die im Zuge der Kommunalreform zum 1. Januar 2007 in der Nordfyns Kommune in der Region Syddanmark aufgegangen ist.
Im Kirchspiel leben 766 Einwohner (Stand: 1. Januar 2023). Ebenfalls steht dort die Kirche „Skeby Kirke“.
Nachbargemeinden sind im Südwesten Østrup Sogn, im Westen Otterup Sogn und im Nordwesten Norup Sogn.